# The Division Bell
The Division Bell är ett musikalbum med Pink Floyd, utgivet 1994. Albumet var gruppens andra utan Roger Waters.
The Division Bell toppade albumlistan i såväl Storbritannien som USA. Låtarna "Keep Talking", "Take It Back", "High Hopes", "Lost for Words" och "What Do You Want from Me?" släpptes som singlar.

## Douglas Adams och Stephen Hawking
In i det sista var det osäkert vad albumet skulle heta. Men David Gilmours gode vän och författaren till Liftarens Guide till Galaxen, Douglas Adams kom med förslaget "The Division Bell", efter det att han fastnat för en textrad i "High Hopes" som innehåller en textrad med "..the division bell..". "Division Bell" är klockan som ringer inför en omröstning i det Brittiska parlamentet.
Den brittiske kosmologiforskaren och författaren Stephen Hawkings synthesiser-röst användes i delar av Keep Talking.

## Låtlista
Sida 1
1. "Cluster One" (David Gilmour, Richard Wright) - 5:58
2. "What Do You Want from Me" (Gilmour, Wright, Polly Samson) - 4:21
3. "Poles Apart" (Gilmour, Wright, Samson, Nick Laird-Clowes) - 7:04

Sida 2
1. "Marooned" (Gilmour, Wright) - 5:28
2. "A Great Day for Freedom" (Gilmour, Samson) - 4:18
3. "Wearing the Inside Out" (Wright, Anthony Moore) - 6:49

Sida 3
1. "Take It Back" (Gilmour, Samson, Laird-Clowes, Bob Ezrin) - 6:12
2. "Coming Back to Life" (Gilmour) - 6:19
3. "Keep Talking" (Gilmour, Wright, Samson) - 6:11

Sida 4
1. "Lost for Words" (Gilmour, Samson) - 5:15
2. "High Hopes" (Gilmour, Samson) - 8:32